# Mycosphaerella aquilina
Mycosphaerella aquilina är en svampart som först beskrevs av Elias Fries, och fick sitt nu gällande namn av Joseph Schröter 1894. Mycosphaerella aquilina ingår i släktet Mycosphaerella och familjen Mycosphaerellaceae.   Inga underarter finns listade i Catalogue of Life.